# Sokół (góra)
Sokół (niem. Neumanns-Koppe) – wzniesienie (862 m n.p.m.) w południowo-zachodniej Polsce, w Sudetach Środkowych, w Górach Sowich.

## Położenie i  opis
Wzniesienie położone w południowo-zachodniej części pasma Gór Sowich, po zachodniej stronie od Przełęczy Sokolej, około 1,5 km na północny zachód od centrum miejscowości Sokolec.
Góra o kopulastym kształcie i stromych zboczach z wyraźnie zaznaczonym wierzchołkiem.
Zbudowana ze skał metamorficznych.
Partia szczytowa oraz zbocza wzniesienia porośnięte są lasem regla dolnego z niewielką domieszką drzew liściastych, poniżej poziomu 750 m zajmują łąki górskie i częściowo pola uprawne.
Na południowo-wschodnim zboczu znajdują się trasy narciarskie oraz sześć wyciągów, u podnóża południowego zbocza jest stacja GOPR.
W przeszłości na południowo-wschodnim zboczu znajdowały się dwie  skocznie narciarskie.

## Turystyka
W okolicy góry przechodzą szlaki turystyczne:

Piesze:
- czerwony – fragment Głównego Szlaku Sudeckiego prowadzący partią grzbietową przez całe Góry Sowie przechodzi północno-wschodniego podnóżem
- Czarnoch - Bartnica - Sierpnica - Rozdroże pod Sokołem (Główny Szlak Sudecki)

Narciarski:
- czerwony – ze schroniska Zygmutówka do Andrzejówki.